# Troels Rasmussen
Troels Rasmussen, född 7 april 1961 i Ebeltoft i Danmark, är en dansk före detta professionell fotbollsmålvakt som under perioden 1982-1991 spelade 35 landskamper för Danmark. På klubbnivå spelade Rasmussen för lag som Vejle BK och AGF. 

## Karriär

### I klubblag
Troels Rasmussen började sin karriär i Vejle BK, men han är mest känd för sin tid i AGF från januari 1982 till december 1993. Här spelade han 391 matcher och gjorde dessutom fem mål (straffar). Han är den spelare i AGF som har spelat flest matcher i en obruten serie; 237 stycken (28 mars 1982 till 12 augusti 1990). Han vann danska mästerskapet med AGF 1986 och dessutom cupen tre gånger (1987, 1988 och 1992). 1988 blev han Rasmussen utnämnd till "Årets cupspelare".

### I landslag
Rasmussen har det bästa snittet av alla danska landslagsmålvakter genom tiderna som gjort minst 10 landskamper och under 1986-87 höll han det danska målet rent från insläppta mål i 7 timmar och 34 minuter i rad. I tidningen Ekstra Bladet kom han att kallas "Utroelski" (En ordlek mellan "otrolig", "Troels" och ryska språket) efter sin starka insats i VM-kvalet mot Sovjetunionen i Moskva 1985 då man ändå förlorade med 1-0. Rasmussen var uttagen i truppen till EM 1984 (där spel uteblev då en skada på Rasmussen i sista matchen inför EM gav Ole Qvist chansen), VM 1986 (2 matcher) och EM 1988 (1 match). 
Under VM 1986 var Rasmussen utvald som förstemålvakt men några inte helt felfria prestationer i de två första matcherna placerade honom på bänken fastän han bara släppt in ett mål. I tredje gruppspelsmatchen, mot Västtyskland, ersattes han av Lars Høgh som därpå gjorde en bra match. I nästa match kom dock ersättaren Høgh och övriga danskar ner på jorden igen när Danmark skickades ur turneringen av Spanien efter 1-5 i åttondelsfinalen.
Efter Høghs skada efter VM återtog Rasmussen förstatröjan i landslaget och spelade därpå bra under hela kvalet till EM 1988. Men i den första matchen i EM, mot Spanien i Hannover som Danmark förlorade med 2-3, gjorde han ett misstag på ett spanskt mål där han stod felplacerad. Och även om han räddade en straff i samma match valde Sepp Piontek att satsa på Peter Schmeichel i de två sista gruppspelsmatcherna.
Efter EM fick Rasmussen aldrig sin plats som förstekeeper i landslaget tillbaka, men han gjorde ändå en handfull matcher ytterligare. Bl a i båda matcherna i Danska fotbollsförbundets 100-årsturnering, mot Sverige och Brasilien, i juni 1989. En turnering som Danmark vann utan att släppa in mål.

## Spelstil
Troels Rasmussen var en målvakt med en stor räckvidd och bra reflexer. Trots sin längd var han ibland inte fullt så dominerande i straffområdet som man kunnat förvänta sig. Han hade också en tendens att präglas av nerver i de stora matcherna vilket två gånger kostade honom platsen i landslaget. Detta med nerver menar dock Rasmussen själv är en felaktig bild. I en intervju tyckte han att han "altid befundet mig bedst i de kampe, hvor der stod mest på spil" (alltid varit bäst i de matcher då det stod mest på spel).
Sammantaget var Rasmussen en riktigt kapabel målvakt som gjorde många bra matcher för både landslaget och AGF.

## Meriter

### I klubblag
AGF Fodbold
- Dansk mästare (1): 1986
- Danska cupen (3): 1986/87, 1987/88, 1991/92

### I landslag
Danmark
- Uttagen i truppen till EM 1984 (semifinal)
- Spel i VM 1986 (åttondelsfinal), EM 1988 (gruppspel)
- 35 landskamper, 28 insläppta mål, 0 gjorda mål

### Webbkällor
- Danska landslaget profil
- (danska) Aarhus GF profil
- (danska) Vejle Boldklub profil